# 1540年代
| 千纪： | 2千纪                                                                                            |
| 世纪： | 15世纪 \| 16世纪 \| 17世纪                                                                       |
| 年代： | 1510年代 \| 1520年代 \| 1530年代 \| 1540年代 \| 1550年代 \| 1560年代 \| 1570年代                 |
| 年份： | 1540年 \| 1541年 \| 1542年 \| 1543年 \| 1544年 \| 1545年 \| 1546年 \| 1547年 \| 1548年 \| 1549年 |

1540年代是指1540年至1549年的十年。

## 大事记
- 1540年9月27日：教宗保祿三世批准“耶稣会”的成立，任命羅耀拉為首任總會長。
- 1540年：苏尔王朝成立
- 1542年：猶太山戰役
- 1543年：亨利八世與查理五世為共同對抗法國而結盟。[1]

## 出生
- 十字若望（1542年）
- 瑪麗一世（1542年）
- 德川家康（1543年）
- 第谷·布拉厄（1546年）
- 米格爾·德·塞凡提斯（1547年）

## 逝世
- 法蘭西斯科·皮薩羅（1541年）
- 尼古拉·哥白尼（1543年）
- 朝鮮中宗（1544年）
- 馬丁·路德（1546年）
- 海雷丁·巴巴羅薩（1546年）
- 亨利八世（1547年）
- 法蘭索瓦一世（1547年）